# Hamptjärnen (Ramsele socken, Ångermanland, 706232-153110)
Hamptjärnen är en sjö i Sollefteå kommun i Ångermanland och ingår i Ångermanälvens huvudavrinningsområde.